# Orderville
Orderville – miasto w Stanach Zjednoczonych, w stanie Utah, w hrabstwie Kane.